# Jacky Liew

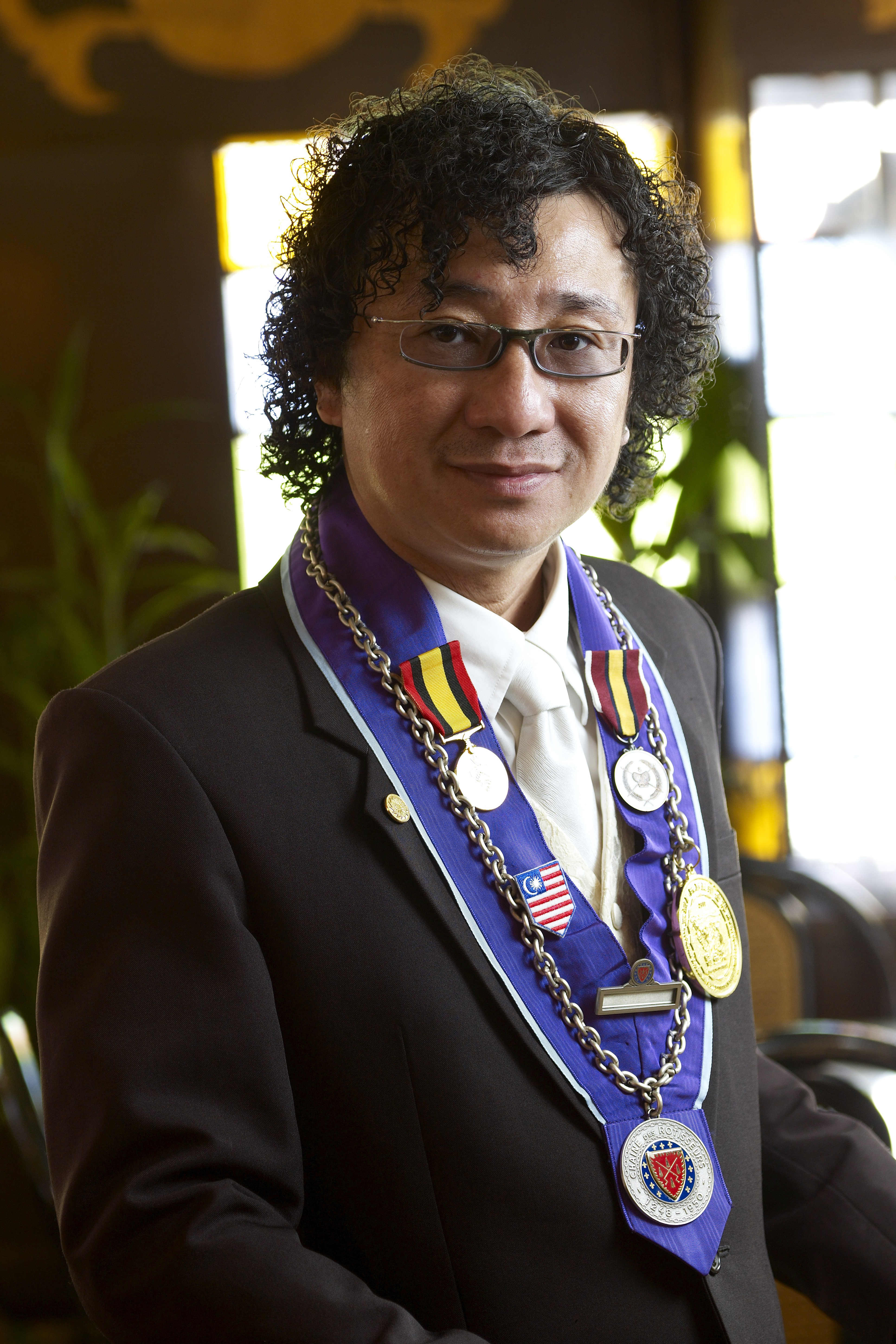
Jacky Liew en 2009.

Jacky Liew (nacido en el 3 de agosto), también conocido como Liao Shengran, bajo el seudónimo de Shi Gongzi, es un columnista de comida, crítico gastronómico, jurado de concursos culinarios internacionales y la primera persona en ser conocida como gourmet en Malasia.

## Vida
Nació en Malasia y su hogar ancestral es Provincia de Cantón, China. Solía servir como profesor en la Facultad de Agricultura, consultor de empresa y otros puestos.
En 2008, fue galardonado con la Medalla a la Excelencia en el Servicio Social de la Ley del Sultán Tuanku Ja'afar de Malasia.
En el mismo año, fue galardonado también con el distintivo "World Gourmet Master" en la Asociación Mundial de Gourmet (Confrérie de la Chaîne des Rôtisseurs).